# Sigimund von Halberstadt
Sigimund († 14. Januar 923 oder 924), auch Siegmund, Sigmund, Sigemundus oder Sigismundus, war von 894 bis zu seinem Tod Bischof von Halberstadt.
Sigimund war der erste Bischof von Halberstadt, der in zeitgenössischen Schriftquellen nach seinem Wirkungsort benannt und an ihm beigesetzt wurde. Für das Domkapitel erlangte er im Jahr 902 das Recht der freien Bischofswahl. Bekannt ist er vor allem  durch seine Auseinandersetzung mit dem späteren ostfränkischen König Heinrich I. wegen dessen Eheschließung mit der Nonne Hatheburch. Während er aufgrund dieses Umstandes Eingang in die Forschungsliteratur zu Heinrich I. gefunden hat, fehlt es bislang an einer zusammenhängenden biographischen Darstellung. 

## Leben
Sigimunds Herkunft ist unbekannt. Insbesondere entstammte er nicht dem Kloster Hirsau, wie es Johannes Trithemius in den von ihm Anfang des 16. Jahrhunderts verfassten Hirsauer Klosterchroniken vermerkte. Volkhard Huth vermutet aufgrund des Eintrages eines Simundus episcopus in dem Anfang des 10. Jahrhunderts entstandenen Bischofsdiptychon der wesentlich älteren Düsseldorfer Sakramentarhandschrift D 1 eine Verbindung zum Kloster Werden. Sigimunds Vorgänger Thiatgrim, Haymo und Hildegrim II. hatten das Amt des Bischofs von Halberstadt in Personalunion mit dem des Abtes von Werden ausgeübt und wurden dort bestattet. Auch Sigimunds Aufnahme in das Totengedenken der Sippe des Markgrafen Gero, die sich aus einem Nekrologeintrag im Reichenauer Verbrüderungsbuch ergibt, bringt keine weiteren Aufschlüsse. Denn nach Auffassung von Gerd Althoff beruht der Eintrag nicht auf verwandtschaftlichen, sondern auf politischen Beziehungen.
Am 5. Mai 895 wird Sigimund erstmals urkundlich erwähnt und zwar als Teilnehmer der Synode von Trebur. Da sein Name hier bereits mit dem Titel eines Bischofs von Halberstadt verbunden ist, muss die selbst nicht überlieferte Weihe Sigimunds zum Bischof zwischen dem Tod seines Vorgängers Agiulf 894 und dem 5. Mai 895 erfolgt sein. Thietmar von Merseburg berichtet, die Investitur Sigimunds zum Bischof habe Arnolf von Kärnten „im siebten Jahr seiner Herrschaft“ vorgenommen, also 894.
Auf Betreiben des Mainzer Erzbischofs Hatto I., zu dessen Diözese Sigimunds Bistum gehörte, stellte der ostfränkische König Ludwig IV. am 7. August 902 in Tribur eine Urkunde aus, in der er dem Domkapitel des Bistums für die Zukunft das Recht der freien Bischofswahl zusicherte und durch Arnolf von Kärnten verliehene Privilegien und Besitz bestätigte.
Um das Jahr 906 erregte Sigimund großes Aufsehen, als er sich gegen die Eheschließung des späteren Königs Heinrich I. mit Hatheburch wandte. Heinrich I. hatte die Tochter Erwins von Merseburg nicht zuletzt wegen ihrer reichen Besitztümer um Merseburg geheiratet. Die Verbindung war jedoch kirchenrechtlich unzulässig. Denn nach dem Tod ihres namentlich unbekannten ersten Ehemannes war Hatheburch bereits in ein Kloster eingetreten. Damit bestanden offenbar Ansprüche der Halberstädter Kirche auf Hatheburchs Ländereien. Wohl auch deshalb erhob Sigimund Einwände, auch wenn er vordergründig anführte, die Eheleute hätten weder eine Befreiung Hatheburchs von ihrem Gelübde beantragt, noch sei ein solcher Dispens erteilt worden. Um die Zeugung eines rechtmäßigen Erben zu verhindern, untersagte Sigimund dem Brautpaar den Beischlaf und drohte für den Fall der Zuwiderhandlung mit dem Kirchenbann, also der Exkommunikation. Zudem berief er eine Synode ein und ließ Heinrich I. und Hatheburch laden, um sie vor ein kirchliches Gericht zu stellen. Daraufhin wandte sich Heinrich I. hilfesuchend an „den Kaiser“, der Sigimund anwies, ihm die Angelegenheit zur Entscheidung zu übertragen. Möglicherweise als Gegenleistung für die kirchliche Anerkennung der Ehe und den Verzicht auf die Merseburger Ländereien sicherte Heinrichs Vater Otto der Erlauchte dem Kloster Hersfeld, dem er als Laienabt vorstand, in einer Urkunde vom 5. Oktober 908 in Trebur für die Zukunft die freie Abtswahl zu. Gleichwohl wurde die Ehe noch vor dem Jahr 909 wieder gelöst.
Vor dem 1. Februar 908 forderte Papst Sergius III. Sigimund neben anderen Bischöfen in einer zumindest interpolierten Urkunde auf, Erzbischof Adalgar bei der Ordination von Bischöfen zu unterstützen.
Im Herbst 916 gehörte Sigimund zu denjenigen sächsischen Bischöfen, die der Synode von Hohenaltheim fernblieben. Der Boykott der sächsischen Bischöfe richtete sich gegen König Konrad I., dessen Macht durch die Synode gestärkt werden sollte.
Sigimund starb nach langer Krankheit und wurde als erster Halberstädter Bischof an seiner Wirkungsstätte begraben. Die Quedlinburger Annalen verzeichnen seinen Tod zum Jahr 923, die Fuldaer Totenannalen zum Jahr 924. Den Todestag überliefert Thietmar von Merseburg. Thietmar hebt zudem hervor, Sigimund habe „nicht liegend, sondern auf seinem Bischofsstuhl sitzend“, also noch vor seiner Erkrankung angeordnet, vor dem Stephanusaltar im Dom zu Halberstadt beigesetzt zu werden. Diese Formulierung ist immer wieder als Sitzbestattung gedeutet worden.
Nachfolger Sigimunds als Bischof von Halberstadt wurde sein Kaplan Bernhard von Hadmersleben. Die Nachfolge soll Sigimund kurz vor seinem Tod im Traum vorhergesehen und Bernhard daraufhin als nächsten Bischof empfohlen haben.

## Nachleben
Fast 100 Jahre nach Sigimunds Tod berichtet Thietmar von Merseburg von ihm. Im ersten Buch seiner zwischen 1012 und 1018 entstandenen Chronik schildert Thietmar die göttliche Auserwählung Heinrichs I. zum Herrscher und dessen Verfehlungen, für die er nach reuiger Buße immer wieder Vergebung erfährt. Beispielhaft für Heinrichs Sünden führt Thietmar die Ehe mit der Nonne Hatheburg an und bedient sich der Person Sigimunds, um Heinrichs I. Verhalten auf der Grundlage kirchlichen Rechts als schwere Sünde bewerten zu lassen. Zudem erhöht er den Halberstädter Bischof, um ihm die Berechtigung für die Verurteilung des Herrschers zu verleihen: Sigimund habe ausnahmslos alle anderen durch seine geistlichen und weltlichen Kenntnisse übertroffen und als Zeichen seiner Vollkommenheit größte Frömmigkeit mit dem glühendsten Eifer für das Reich Christi verbunden. Mit der Erwähnung Sigimunds erfüllt Thietmar zugleich seine Memorialverpflichtung gegenüber dem bischöflichen Amtsbruder, getrieben von der Hoffnung, spätere Generationen würden es ihm durch die Erinnerung an ihn selbst vergelten. Hinsichtlich der bei Thietmar vorzufindenden biographischen Angaben wird davon ausgegangen, dass er eine heute verlorene, anlässlich der Weihe des Halberstädter Doms am 16. Oktober 992 unter Bischof Hildeward (968–996) niedergeschriebene Fassung der Halberstädter Bischofschroniken verwendete.
Ein von Sigimund benutzter Codex befindet sich heute in der Leipziger Universitätsbibliothek. Nach dem Schenkungseintrag erhielt Sigimund die Handschrift von dem Paderborner Bischof Biso († 907). Ursprünglich war das Büchlein in der 2. Hälfte des 9. Jahrhunderts für den Hildesheimer Bischof Reginbert angefertigt worden. Siegel und Urkunden Sigimunds sind nicht überliefert.
Die südliche Chorschrankenwand des Halberstädter Doms trägt eine um das Jahr 1491 aufgebrachte Gedenkinschrift für Sigimund.